# Вантажна стріла

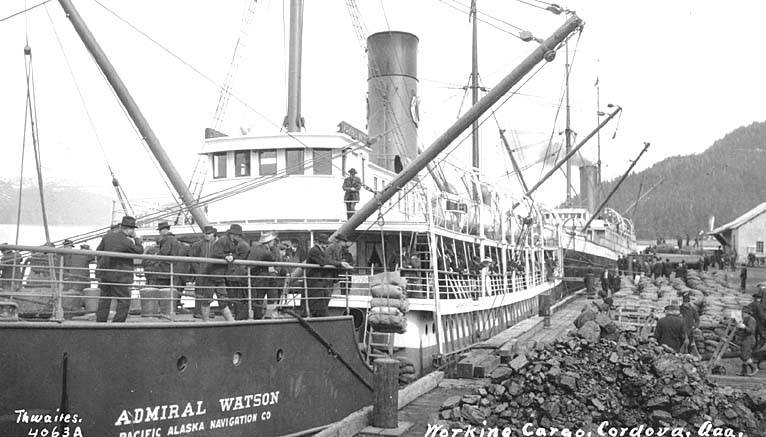
Вантажні стріли судна «Адмірал Вотсон», бл. 1912 р.

Схема вантажної стріли: 1 — вантажний шкентель, 2 — топенант, 5 — вантажна лебідка, 6 — лебідка топенанта, 7 — бічні відтяжки.

Схема спарованої вантажної стріли: 1 — вантажний шкентель, 2 — топенанти, 3 — поперечна стяжка, 5 — вантажні лебідки, 6 — лебідки топенантів, 7 — бічні відтяжки.

Вантажна стріла — судновий вантажний пристрій у вигляді балки-укосини, шарнірно закріпленої нижнім кінцем на щоглі або колоні, а верхнім кінцем підвішеної на тросі. Вантажопідйомність стріли зазвичай не перевищує 10 т, у великоважних — 300 т. Використовується для піднімання важких речей на судні, для навантаження і вивантаження товарів, запасів, вугілля, бойових припасів, для підйому і спуску шлюпок тощо.
Поряд з вантажними стрілами, у ролі вантажних пристроїв на суднах використовуються і суднові крани, іноді ліфти.

## Опис
Складається з дерев'яного бруса круглого перерізу, спорядженого залізними оковками (бугелями) по кінцях і посередині. Іноді стріли робляться пустотілими клепаними або зварними зі сталевих листів або труб. До щоглі стріла кріпиться своїм шпором (п'ятою) допомогою вертлюжного штира (аналогічному вертлюгу гіка), встановленого в подвійному башмаку. Завдяки рухомому з'єднанню стріла може змінювати свій нахил і повертатися в сторони.
Нок стріли кріпиться до щогли ланцюговим (рідко тросовим) топенантом, за допомогою якого нок утримується на необхідній висоті. Часто замість ланцюгового трапляється найпростіший топенант, що складається з дротяного шкентеля відповідної товщини і талів. Для горизонтального переміщення стріли до її нока також кріпляться дві бічні відтяжки, споряджені знизу талями. При шпорі, середині і при ноку стріли укріпляються блоки, через які проходить дротяний трос або дрібноланковий ланцюг — вантажний шкентель. Цей трос на одному кінці має гак, а іншим кінцем намотується на вал лебідки. Діючи лебідкою, підіймають чи опускають кінець з гаком (колись замість лебідок з механічним приводом вантажі підіймали ручними талями і кабестанами). Тимчасова стріла може виготовлятися з двох товстих жердин, з'єднаних кінцями у вигляді двоноги.
Якщо відстань бугеля на ноку стріли до блока топенанта на щоглі перевищує висоту цього блока над палубою, то така стріла називається довгою вантажною стрілою.